# Tmesisternus cuneatus
Tmesisternus cuneatus là một loài bọ cánh cứng trong họ Cerambycidae.